# Élisabeth (prénom)
Pour les articles homonymes, voir babette.

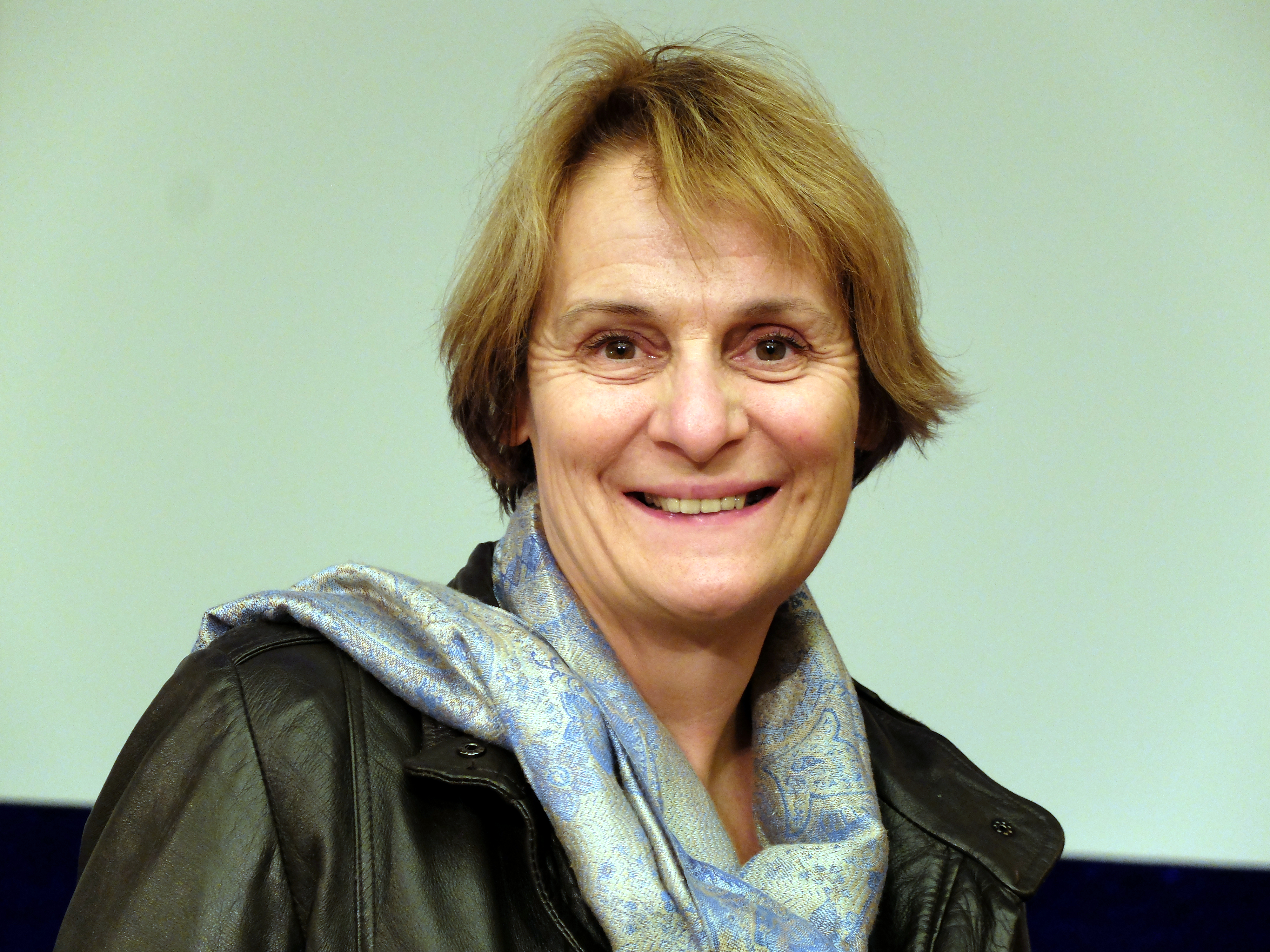
Élisabeth Parmentier, théologienne protestante française et professeur de théologie pratique à l'Université de Genève.

Élisabeth est un prénom féminin d'origine hébraïque.

## Élishéba
Élishéba (Élischeva ou Élischeba ou Élisabeth) (אֱלִישֶׁבַע en hébreu) était l'épouse d'Aaron, l'ancêtre des Cohanim dans la Bible. Selon l'ancienne tradition juive, elle fut enterrée dans le tombeau des matriarches à Tibériade. Elle était la fille d'Amminadab. Aaron et Élishéba eurent quatre enfants : Nadab, Abihu, Éléazar et Ithamar. 
En hébreu, Eli signifie « mon Dieu ». Sheva peut signifier « serment » ou « subsistance ». (Sheva signifie aussi « Sept » (pour la Perfection) en hébreu). Le nom Élishéva peut donc à la fois signifier « Mon Dieu est mon serment » (Je jure par mon Dieu) et « Mon Dieu est ma subsistance ».
Selon certaines interprétations, Élishéba était la même que Poua, une des justes sages-femmes mentionnées dans l’Exode, chapitre 1. Ceux qui soutiennent cette interprétation croient que sa position comme aïeule de la caste sacerdotale était une récompense pour avoir sauvé les enfants hébreux. Rachi identifie Poua à Myriam la belle-sœur d'Élishéba.

## Variantes
- allemand : Elisabeth, Elizabeth, Elsbeth, Sabeth, diminutif : Lisa, Liese, Elli, Elsa ;
- anglais : Elizabeth, diminutif : Liz, Lizzie, Lizzy, Lilibeth, Betty, Bess, Bessie, Bette ;
- arabe : أليصابت (Alisabath ou Élisabath) ;
- danois : Elisabeth ;
- espagnol : Isabel, Isabela ; Elisabeth ;
- espéranto : Elizabeto ;
- finnois : Elisabet ;
- français : Isabeau, Isabelle, Betty, Élisabeth, Elizabette, Élise, Elsa, Elsie, Élisa, Eysabeau, Lise[2], Belle, Babette, Lisette ;
- grec : Ελισάβετ (Elisavet) ;
- hébreu : אליזבת (Elizabet) ;
- hongrois : Erzsébet, diminutifs : Erzsi, Erzsike, Bözse, Böske, Böbe, Zsóka, Erzsók
- italien : Elisabetta ;
- islandais : Elísabeth ;
- letton : Elizabete ;
- lituanien : Elžbieta ;
- néerlandais : Elisabeth ;
- normand : Lisabel, Lisabet, Lisabiau, Lisabette, Lisabelle ;
- norvégien : Elisabeth ;
- mannois : Ealisaid ;
- poitevin : Zabète, Bazeth ;
- polonais : Elżbieta ;
- portugais : Elizabete, Isabel, Elisabete ;
- russe : Елизавета (Elizaveta), diminutif : Лиза (Liza) ; Элиза (Éliza), Эльза (Élza) ; slavon (obsolète) : Елисавета (Elisaveta) ;
- serbe : Јелисавета (Jelisaveta) ;
- slovaque : Alžbeta ;
- suédois : Elisabet ;
- tchèque : Alžběta et ses diminutifs : Běta, Bětka, Bětuška, Bětunka, Alžbětka ;
- ukrainien : Єлизавета (Yelyzaveta), Ліза (Lisa), Вета (Veta), Еліза (Elisa), Лізабет (Lisabet), Лізавета (Lisaveta);
- wallon : Babete / Zabete.

Le prénom Élisabeth a donné lieu à de nombreux diminutifs et variantes, dont certains sont devenus à leur tour de véritables prénoms :
- Élisabeth a donné Babeth, Babette, Élisabet, Élisabete, Élisabethe, Elisabetta, Élisabette, Élizabet, Élizabeta, Élizabete, Elizabeth, Élizabette, Lili, Lily, Lisabete, Lisabeth, Lisbeth, Liz, Lizabete, Lizbeth et Zabeth[3].
- Betty et ses variantes Bess, Bessie, Bessy, Beth, Bethy, Betsy, Bettie et Bettina.
- Élise et ses variantes ou diminutifs Élisa, Élisabelle, Élisande, Élisette et Élyse.
- Elsa et ses variantes ou diminutifs Ellie, Else, Elsie, Elssa, Elsy, Ilse, Ilsa.
- Lise et ses variantes Lisa, Liselotte, Lisette, Lisiane, Lise-Anne, Lison, Liz, Liza, Lizete, Lysa et Lyza.
- Isabelle et ses variantes Isabeau, Isabel, Isabela, Isabèle, Isabella, Ysabelle.

## Élisabeth comme nom de personne ou prénom
- Pour l'ensemble des articles sur les personnes portant ce prénom, consulter :
  - la liste des articles dont le titre commence par ce prénom
  - les listes produites par Wikidata : Liste des personnes de prénom « Elisabeth » — même liste en incluant les éventuels prénoms composés qui contiennent « Elisabeth ».

### Saintes
- Dans l’Ancien Testament, ce prénom a notamment été porté par Élischeba (Élisabeth), épouse d'Aaron et belle-sœur de Moïse et Myriam.
- Dans le Nouveau Testament, ce prénom a été porté par sainte Élisabeth, mère du prophète Jean le Baptiste, qu'elle mit au monde alors qu'elle était très âgée. Elle est célébrée avec son époux saint Zacharie le 5 novembre en Orient[4] et le 23 septembre[5] selon le martyrologe romain.
- Le prénom a ensuite été porté par plusieurs saintes et bienheureuses : Sainte Élisabeth .

### Reines et princesses souveraines
- Élisabeth Ire d'Angleterre, reine d'Angleterre (1533-1603).
- Élisabeth d'Autriche
- Élisabeth Báthory (Báthory Erzsébet), comtesse hongroise (1560-1614)
- Élisabeth de Bavière
- Élisabeth-Charlotte de Bavière dite Liselotte (1652-1722), duchesse consort d'Orléans, mère du régent, épistolière renommée.
- Élisabeth de Belgique
- Élisabeth de Bohême
- Élisabeth de Danemark (1935-2018).
- Élisabeth de France
- Élisabeth de Grèce (1904-1955).
- Élisabeth de Habsbourg, reine consort de Pologne et grande-duchesse consort de Lituanie (1436-1505)
- Élisabeth de Hesse
- Élisabeth-Thérèse de Lorraine
- Élisabeth de Luxembourg
- Élisabeth-Charlotte d'Orléans (1676-1744) duchesse-régente de Lorraine et de Bar, princesse souveraine de Commercy.
- Élisabeth du Palatinat
- Élisabeth de Pologne, reine consort de Hongrie (1305-1380)
- Élisabeth de Portugal, reine consort de Portugal
- Élisabeth de Roumanie
- Élisabeth II, reine du Royaume-Uni, d'Antigua-et-Barbuda, d'Australie, des Bahamas, de la Barbade, du Belize, du Canada, de la Grenade, de Jamaïque, de Nouvelle-Zélande, de Papouasie-Nouvelle-Guinée, de Saint-Christophe-et-Niévès, de Sainte-Lucie, de Saint-Vincent-et-les-Grenadines, des Îles Salomon et des Tuvalu (1926-2022).
- Élisabeth Ire de Russie, impératrice de Russie (1709-1762).
- Élisabeth de Wittelsbach dite Sissi, impératrice consort d'Autriche et reine consort de Hongrie, de Bohême et de Lombardie-Vénétie.
- Élisabeth en Bavière, reine des Belges.
- Élisabeth Farnèse, reine consort d'Espagne (1692-1766).
- Élisabeth Stuart (1596-1662) électrice consort palatine et reine consort de Bohême.
- Élisabeth Woodville, reine consort d'Angleterre (1437-1492).
- Élisabeth d'York, reine consort d'Angleterre (1466-1503).

### Personnalités
- Élisabeth Wiener (1946-) est une actrice française de doublage
- Elizabeth Kocianski Carolan est une catcheuse américaine.
- Elisabeth Sladen est une actrice britannique.
- Élisabeth Chouvalidzé est une actrice québécoise.
- Elisabeth Grümmer est une chanteuse d'opéra allemande.
- Elizabeth Harwood est une chanteuse d'opéra britannique.
- Élizabeth Lesieur est une actrice québécoise.
- Elizabeth McGovern est une actrice américaine.
- Elizabeth Montgomery est une actrice américaine.
- Elizabeth Olsen est une actrice américaine.
- Elizabeth Peña est une actrice américaine.
- Elizabeth Perkins est une actrice américaine.
- Elisabeth Schumann est une chanteuse d'opéra allemande.
- Elisabeth Schwarzkopf est une chanteuse d'opéra allemande.
- Elisabeth Shue est une actrice américaine.
- Elizabeth Smart est une victime d'enlèvement.
- Elizabeth Taylor est une actrice américaine.
- Elizabeth Reaser est une actrice américaine.
- Élisabeth Badinter est une philosophe et femme de lettres française, conjointe de Robert Badinter.
- Élisabeth Jacquet de La Guerre est une compositrice et claveciniste française.
- Élisabeth Lévy est une journaliste française.
- Elizabeth Vesey est une femme de lettres irlandaise.
- Élisabeth Vincent est une orthophoniste française.
- Elizabeth Cellier est une sage-femme anglaise.